# Lukovica
Lukovica là một khu tự quản (tiếng Slovenia: občine, số ít – občina) trong vùng Osrednjeslovenska của Slovenia. Lukovica có diện tích 74.9 km2, dân số là theo điều tra ngày 31 tháng 3 năm 2002 là 4972 người. Thủ phủ khu tự quản Lukovica đóng tại Lukovica.